# Đường cùng (phim)
Đường cùng (tiếng Hàn: 화란; Hanja: 禍亂; Romaja: Hwaran) là một bộ phim kinh dị neo-noir của Hàn Quốc năm 2023 do Kim Chang-hoon đạo diễn, có sự tham gia của Song Jong-ki và Bibi. Nội dung xoay quanh câu chuyện cậu thiếu niên Yeon-gyu, trong khi muốn thoát khỏi cuộc sống địa ngục mình, đã gặp Chi-geon, trùm cấp trung của một băng đảng tội phạm, rồi cuối cùng sa vào thế giới tội phạm. Phim được công chiếu lần đầu tại hạng mục Un Sure Regard tại Liên hoan phim Cannes 2023 và được ra rạp tại Hàn Quốc vào ngày 11 tháng 10 năm 2023.